# Eunidia multinigromaculata
Eunidia multinigromaculata är en skalbaggsart som beskrevs av Stefan von Breuning 1967. Eunidia multinigromaculata ingår i släktet Eunidia och familjen långhorningar. Inga underarter finns listade i Catalogue of Life.